# Cal Nes
Cal Nes és una masia de Sant Boi de Llobregat (Baix Llobregat) protegida com a Bé Cultural d'Interès Local.

## Descripció
Masia orientada a migdia amb planta baixa i dos plantes pis. La façana s'organitza d'acord amb un eix de simetria. D'aquesta destaca el rellotge de sol, les finestres amb llindes, brancals i escopidors de pedra sorrenca de Montjuïc i l'arc adovellat de pedra de marès vermella, material emprat també en algunes finestres.
A l'interior trobem un arc apuntat gòtic que suggereix un origen anterior a la data de la façana, 1670.